# Roter Sand
De Roter Sand is een vuurtoren die in het zuidoostelijke deel van de Noordzee (Duitse Bocht) staat, in het estuarium van de Wezer. Het in 1885 voltooide gebouw is als lichtbaken buiten gebruik gesteld, maar desondanks wordt de toren nog steeds als markeringspunt en visueel object als verzekering gebruikt voor de ondiepte "Roter Sand". Vanwege deze ondiepte mogen zware schepen met een grote diepgang slechts op 1,5 zeemijl de toren passeren.

## Beschrijving

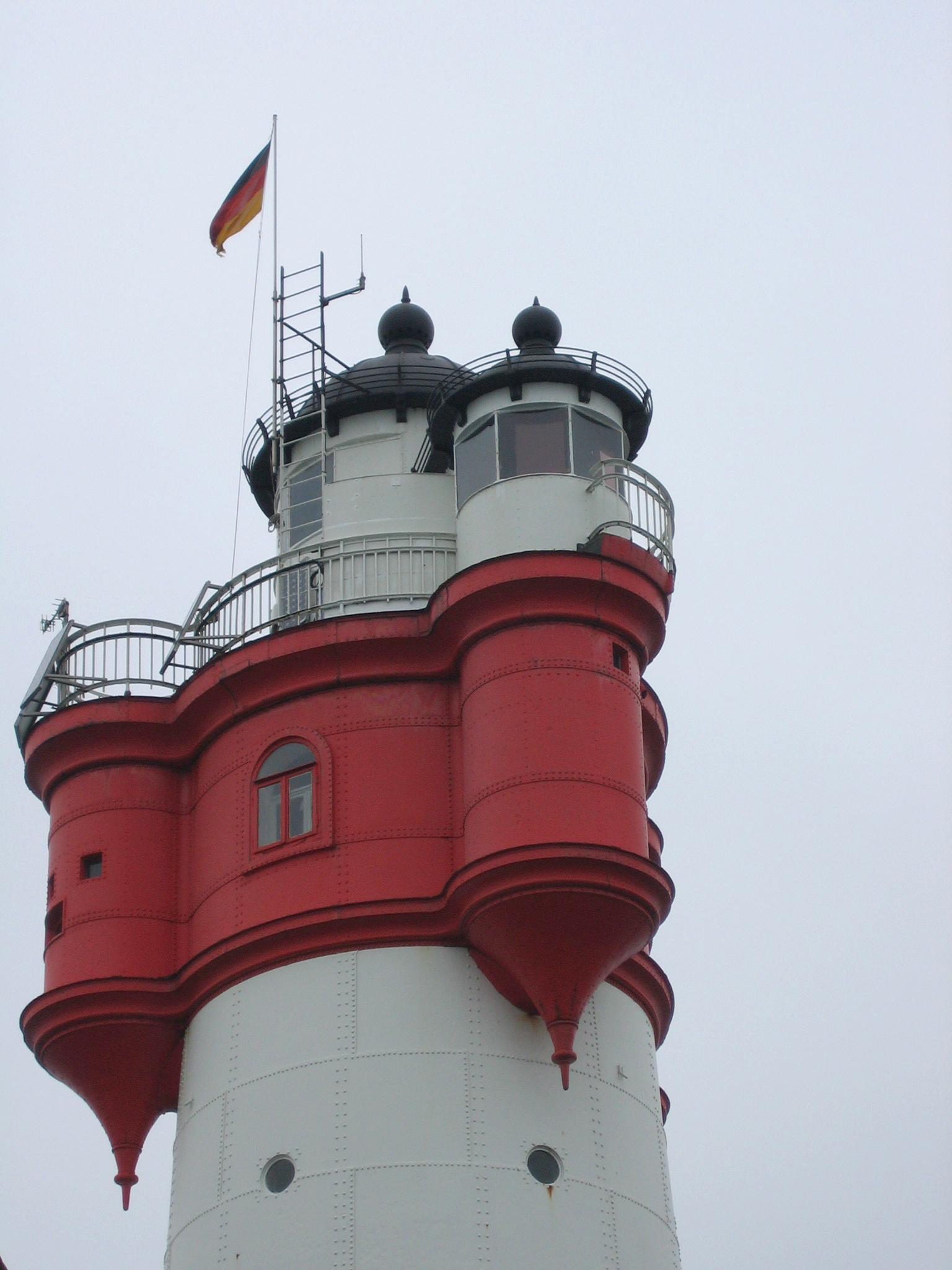
De grote erker. De gehesen vlag betekent dat er 's nachts gasten in de toren zijn.

De vuurtoren Roter Sand heeft een totale hoogte van 52,5 meter, waarbij ook het fundament onder water wordt meegerekend. Bij laag tij bedraagt de hoogte boven de zeespiegel 30,7 meter. De lichthoogte ligt op 24 meter boven gemiddeld hoogwater.
Het fundament is rond van vorm en staat bij eb ongeveer 1,5 meter boven de waterspiegel uit. Daarboven versmalt de toren zich. Hij heeft een rood-witte kleur en de ongeveer acht meter hoge voet is zwart. De kleurvolgorde is wit-rood-wit-rood-wit, waarbij de vijf kleuren tegelijkertijd de vijf verdiepingen markeren. Onderaan bij de onderste witte ring bevindt zich de toegangsdeur.
De onderste ruimte dient als opslagruimte. Een trap leidt naar de slaapkamer erboven. Daarna volgen de verdiepingen met de keuken met kolenkachel, kastjes en een beklede zitbank en de dienstruimte met een grote tafel en stoelen. Vanuit deze verdieping springen drie erkers naar buiten. Twee van hen hebben dezelfde hoogte als de vloer, terwijl de derde erker nog hoger ligt. Die erkers herbergden vroeger de lichten en nevenlichten en wijzen naar het noordwesten, zuiden en noordoosten. Vanuit de dienstkamer is nog een trap die toegang geeft tot het balkon dat rond het lichthuis met koperen koepel ligt. Een volledige rondgang is niet mogelijk omdat een hoge erker het pad blokkeert.
In de jaren 1940 zag de ruimte-indeling er nog anders uit. In die tijd was ook het zwart geschilderde onderruim toegankelijk en diende als opslagruimte. Op de huidige laagste vloer bevond zich toen de techniek voor de stroomvoorziening.

## Techniek

### Geschiedenis van de techniek
Het eerste licht van de vuurtoren was een petroleumbrander met twee pitten. Het kenmerk ontstond door afschermplaten, die door een uurwerk geopend en gesloten werden en aangestuurd werden door een door de hele torenschacht voerende ketting met gewichten. Het kenmerklicht van de erkers in het noordwesten en zuiden hadden beide een vast licht. Als lichtbron werden er eenpittige Argandse petroleumlampen gebruikt. Voor de toegang tot de Außenweser werd er in de noordoostelijke erker een tweepittige Argandse lamp als nevenlicht geïnstalleerd.
Reeds een jaar na de ingebruikname van de toren in november 1885, ging men elektrische booglampen gebruiken. Voor de benodigde stroom werd de vuurtoren door een zeekabel verbonden met Wangerooge. Na de inbouw van de booglampen werd het torenkenmerk veranderd en werden de niet meer benodigde kenmerklichten in de erkers verwijderd. Het nevenvuur in de grote erker bleef branden. Aangezien de kabelverbinding vaak werd onderbroken, besloot men om terug te gaan naar petroleumlampen.
In de vroege jaren 1940 werd in het lichthuis een groot gordellicht met gloeilampenlicht en wisselinstallatie ingebouwd. het nevenlicht in de noordoostelijke erker bleef branden en kreeg bovendien een telegraafinrichting en een geluidszender. Als lichtbron werd sinds 1945 propaangas met een gasgloeilamp gebruikt. De vuurtoren Roter Sand werd opnieuw geëlektrificeerd in 1947 met dieselaggregaten met ongeveer 110 volt gelijkspanning. Deze voorzagen de hele toren van stroom en geladen de nikkel-ijzer-batterijen voor gebruik in de nacht. Door de nu zekere stroomvoorziening konden 1.000-Watt-lampen gebruikt worden, hetgeen de reikwijdte van het licht aanzienlijk deed toenemen.
Enige tijd later werd het lichthuis op het balkon door een nieuwe vervangen.
Met de ingebruikname van de vervangende vuurtoren Alte Weser in 1964 werd in Roten Sand een automatisch aangestuurde klein propaangaslicht ingebouwd.

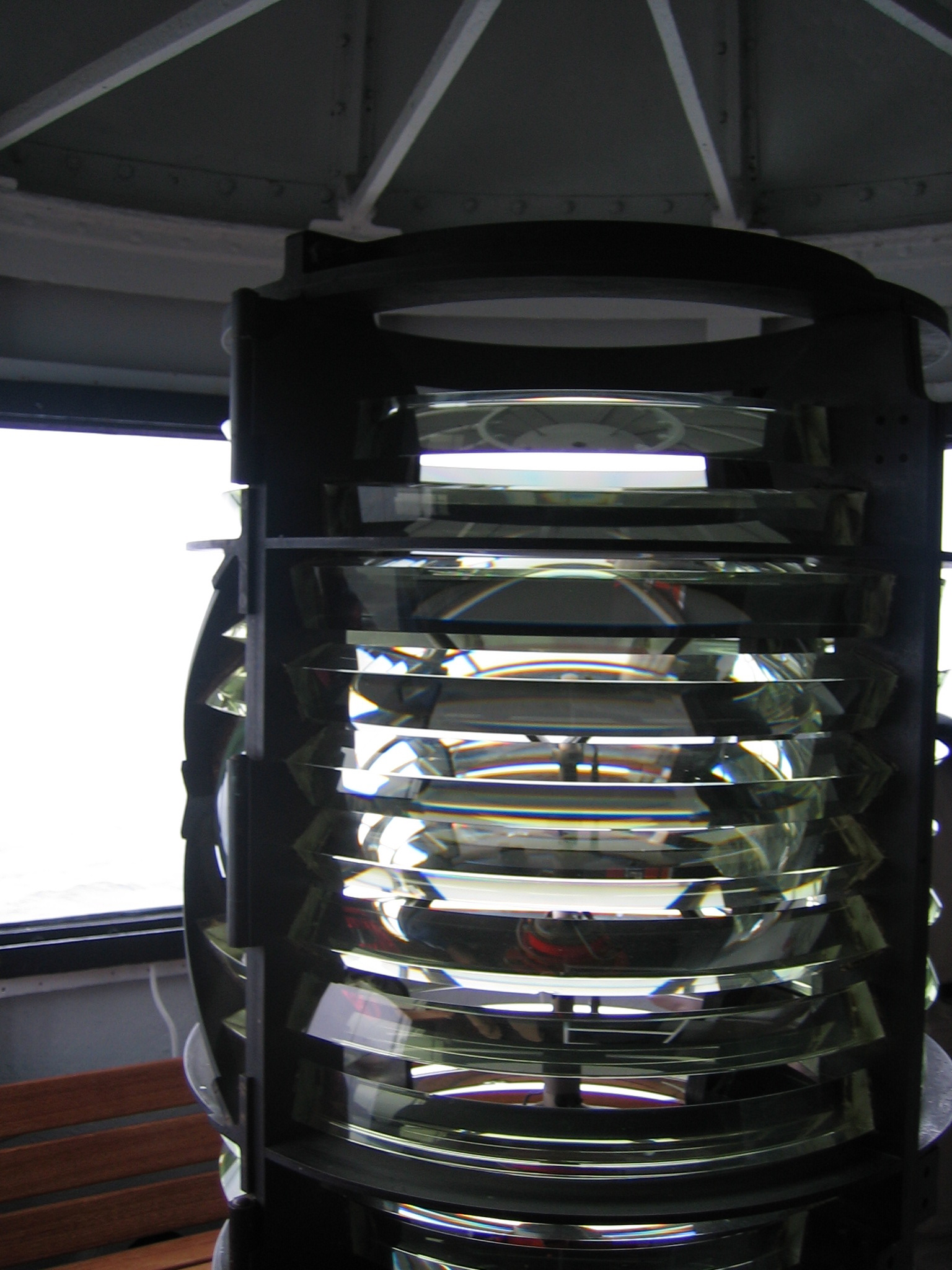
De huidige (2008) zich voor illustratieve doeleinden in het lichthuis bevindende optiek.

### Laatste licht
Het gordellicht werd net als het gehele lichtapparaat in Berlijn gemaakt.
Het hoofdlicht, een Fresnel-apparaat, had een diameter van 3,3 meter en bevond zich op 27 meter hoogte boven het water. Hij diende voor de opvaart van de Neue Weser en had een witte flits. Het kenmerk was: 1,25 seconde flits, 1,25 seconde pauze, 1,25 seconde flits, 4 seconden pauze. Het licht was in verschillende sectoren als witte lichtbundel te zien. Van N 68' W via het zuiden tot S 46' 0 had het een reikwijdte van tien zeemijlen. Eenzelfde reikwijdte had het licht tussen N 75' W en N 82' W en tussen 36' 0 und S 40' 0. Tussen N 82' W via het zuiden tot S 36' 0 was het te zien als een witte flits met gelijkmatig opeenvolgende flitsen. De duur van de flits en de verdonkering bedroeg elk ongeveer 1,25 seconden. Van N 68' W tot N 75' W en bovendien van S 40' 0 tot S 46' 0 was het hoofdlicht ook als wit flitslicht te zien, inderdaad met twee snelle opeenvolgende flitsen, waarna een verdonkering van ongeveer vier seconden volgde. Het hoofdlicht werd in 1964 gedoofd.
Daarnaast bestond er ook een nevenlicht richting in de naar het noordoosten gerichte erker op 22,9 meter boven hoogwater. Dit licht, een Fresnel-apparaat V, diende voor de opvaart van de Alte Weser en was een stevig wit licht van N 25' W via het noorden tot N 41' 0 op ongeveer acht zeemijlen zichtbaar. De bijbehorende vaste sectorlichten waren wit met een reikwijdte van 10 zeemijlen, rood met een reikwijdte van zeven zeemijlen en groen met een reikwijdte van slechts zes zeemijlen. De nevenlichten werden in november 1986 gedoofd.
Daarnaast waren er ook nog twee kleine Fresnel-apparaten (V) als oriëntatielicht in de noordwestelijke en zuidelijke erker. De eerstgenoemde gaf licht richting N 68' W via het westen tot S 77' W, de laatstgenoemde naar S 28' 0 tot S 46' 0. Beiden hadden een vast wit licht en een reikwijdte van twee tot twee en een halve mijl.

## Geschiedenis

### Eerste ideeën

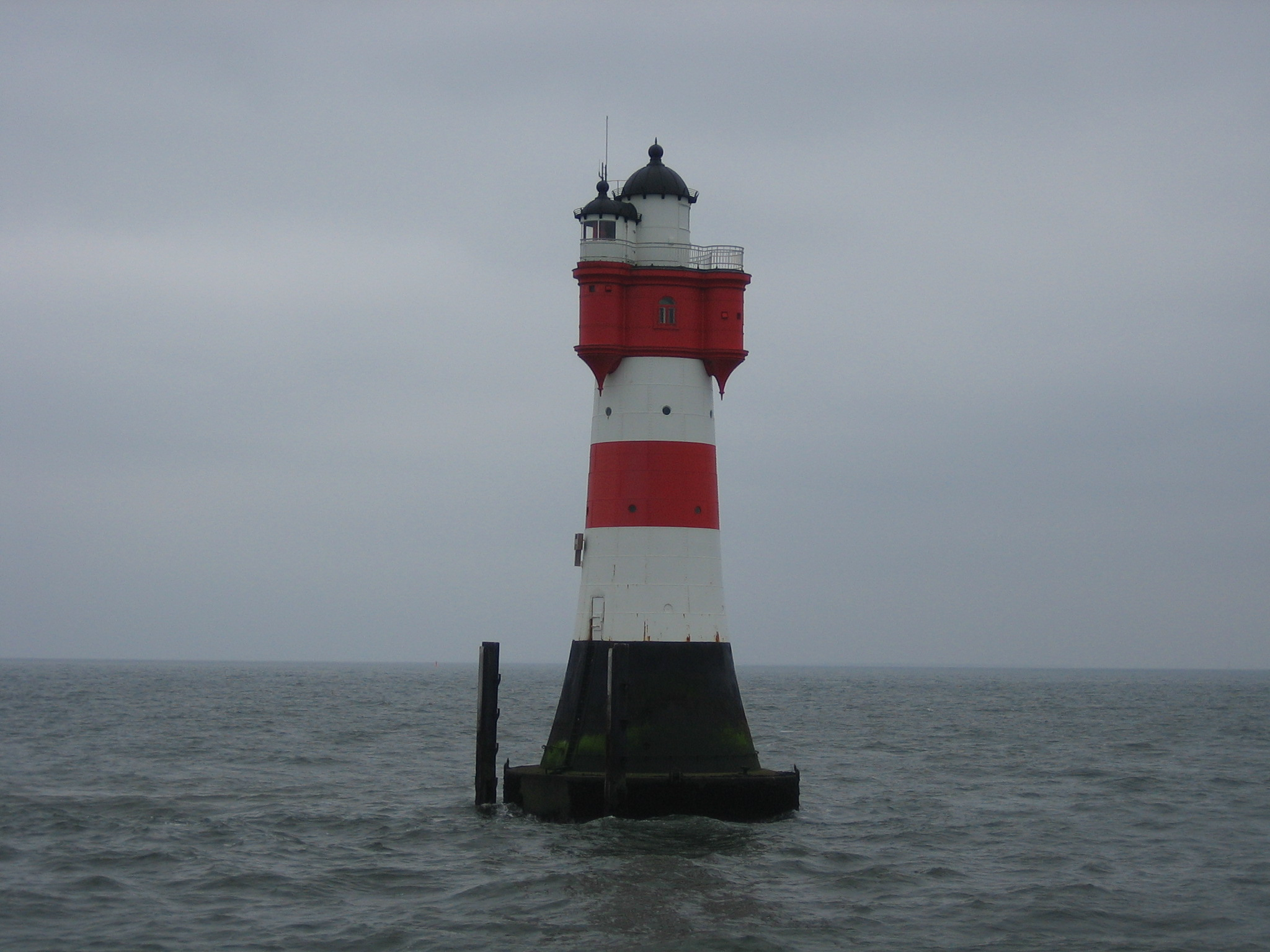
Vuurtoren "Roter Sand", 2005

In 1875 bevonden zich twee lichtschepen in de Außenweser met als opgave de vaarweg te markeren en te beveiligen. In 1878 kwamen de Weser-bewoners van Bremen, Oldenburg en Pruisen overeen om samen de zeebebakening te regelen. De Pruisische minister van Handel kwam met het voorstel om een ander lichtschip in de Außenweser af te meren. Dit werd echter afgewezen omdat onderzoek heeft aangetoond dat het uitzetten van een lichtschip op de mosselbank Roter Sand onmogelijk was. In plaats daarvan kwam het Tonnen- und Bakenamt Bremerhaven nog in hetzelfde jaar met een tegenvoorstel om een vaste toren op te richten op de rand van de zandbank, hetgeen snel werd aangenomen omdat de kosten voor een vuurtoren lager ingeschat werden dan die voor een lichtschip.
Op 23 augustus 1878 voeg men inspecteur Hanckes, de toenmalige havendirecteur, een ontwerp voor de geplande toren voor te bereiden. Het voorgestelde plan van Hanckes voorzag een bouwwerk met een basis rustende op een caisson. Bijna twee jaar later, op 15 september 1880 eindigde de nationale aanbesteding voor de bouw van de vuurtoren en twee bedrijven dienden een schatting in. Bavier, Kunz & Weiß uit Bremen vroegen 445.000 Goldmark (naar huidige koopkracht ongeveer 7.929.900 euro), terwijl de schatting van Harkort uit Duisburg bijna 480.000 Goldmark (8.553.600 euro) bedroeg. Vanwege de lagere kosten is de keus op 2 oktober gevallen op de eerstgenoemde uit Bremen.

### Bouw

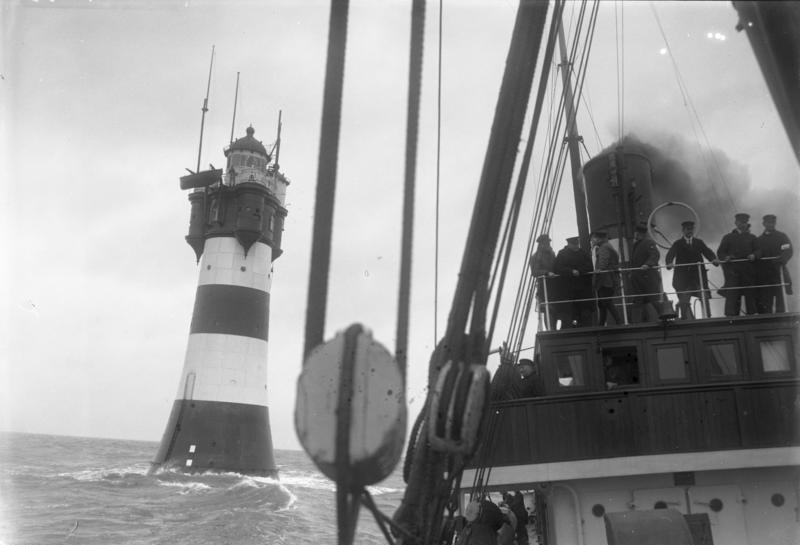
Aflossing bij de vuurtoren Roter Sand in 1931.

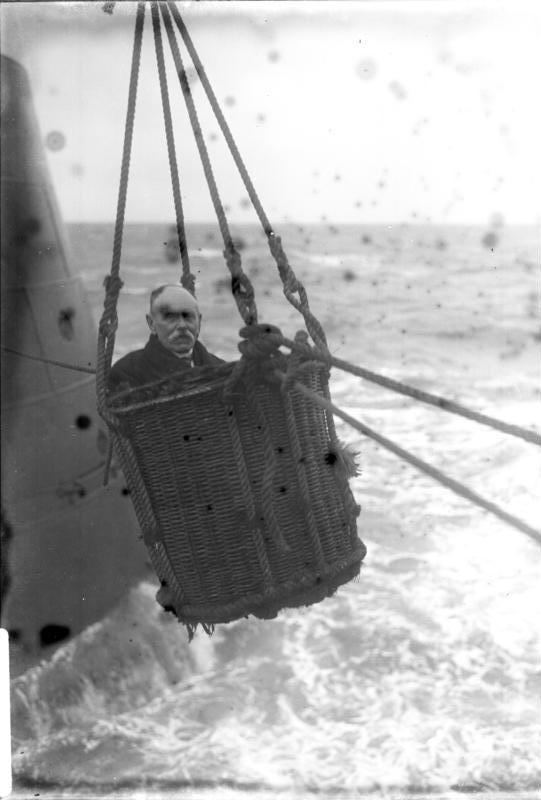
De vuurtorenwachter verlaat de toren door middel van een transportkorf in 1929.

In de wintermaanden van 1880/1881 werd in de Kaiserhafen in Bremerhaven het caisson gebouwd. De levering vond plaats in goede weersomstandigheden op 22 mei 1881, toen twee stoomsleepboten begonnen met het verslepen van het bouwwerk naar de bouwplaats. Daar kwamen ze op 26 mei aan, daar ze het caisson onderwijl losgelaten hadden en op een zandbank vastgelopen was. Men kon het caisson in de ochtend van de volgende dag vrijslepen. Op het Roten Sand werd het caisson ongeveer 22 meter onder het laagwaterniveau afgezonken, in de zeebodem gespoeld en met beton gevuld. Daartoe zette men de binnenzijde onder druk, zodat het kort als duikkamer fungeerde. Ze waren nog maar nauwelijks begonnen, alvorens het caisson in problemen kwam. De werkzaamheden werden afgebroken tot na de jaarlijkse pinksterstorm die het caisson weer opgeheven had. Door deze vertraging was het niet mogelijk om het caisson met genoeg beton te vullen voor het aanbreken van zware herfststormen. Op 13 oktober 1881 werd het caisson in een zware stormvloed vernietigd en zonk. Daarmee was de eerste poging mislukt.
Het bouwbedrijf Bavier, Kunz & Weiß werd zo hard door deze tegenslag getroffen dat het faillissement moest aanvragen. Daarna diende Hanckes op 7 maart 1882 een aanvraag in voor het ondernemen van een tweede poging. Deze keer rekende Harkort een prijs van ongeveer 853.000 Goldmark (15.200.460 Euro), die overeenkwam met een bijna verdubbeling van de eerdere schatting. Het contract werd ondertekend op 31 augustus 1882. De feitelijke tweede poging startte op 21 september. In de winter van 1882/1883 werd in de Kaiserhafen in Bremerhaven een nieuwe caisson gebouwd die stabieler was als de vorige. Deze had een hoogte van 18,5 meter, kwam gereed in het voorjaar van 1883 en werd op 26 mei versleept. Ongeveer 1100 meter ten noorden van de oude locatie, werd het caisson twee dagen later met succes afgezonken. Daarna werden de zijwanden verhoogd en het caisson door handwerk met 316 kubieke meter beton gevuld. Deze keer overleefde hij de herfststormen goed die slechts kleine schade veroorzaakten. Op 22 mei 1884 was het fundament van de vuurtoren voltooid.
Op 10 juni van dat jaar begonnen ze aan de bouw en in juli met de werkzaamheden aan de torenschacht, zodat de toren begin november al opgetrokken was tot de derde verdieping. Het onderste niveau werd bekleed met metselwerk en voorzien van vuurvaste deken. Rond deze tijd werden op 3 november 12 werklui in de toren gestationeerd om het interieur af te maken, terwijl het verzorgingsschip de goederen leverde. Vanaf begin december tot april 1885 kon er niet gewerkt worden aan de toren wegens ongunstige weersomstandigheden. In de zomer van 1885, op 10 augustus, werd de woonruimte, de erkers en het lichthuis voltooid, waarna men begon met de installatie van verlichting.
Op 23 oktober volgde de inspectie door inspecteur Hanckes. Acht dagen later werd op 1 november 1885 0:00 het vuur ontstoken. Slechts zeven jaar na de eerste plannen was de vuurtoren Roter Sand voltooid. Hij was het eerste offshore-bouwwerk uit de geschiedenis en geldt als een bouwkundige en technische pioniersprestatie van zijn tijd.

### Gebruik van 1885-1964
Bijna 35 jaar lang deed de vuurtoren zonder problemen zijn plicht. In de jaren 1920 verloor hij echter aan betekenis door verschuiving van de zandbanken en de daaruit voortvloeiende verandering van de vaarwegen, maar bleef voor de Jade en de Außenweser toch heel belangrijk.
Met het begin van 1933 werd de steenbeschutting van de toren verhoogd om een grotere stabiliteit te waarborgen. In de jaren 1940 waren er enkele kleine reparaties aan het gebouw. Zo werd bijvoorbeeld het lichthuis vernieuwd en de lichten in de erkers verwijderd. In 1953 constateerde men bij analyse massale doorroestingen van de staalhuid in het gedeelte onder het laagwaterniveau. In antwoord daarop werden tot 1955 alle staalbouwdelen, het metselwerk, beton en steenstorting onderzocht. Men ontdekte ernstige schade aan het fundament die alleen door omvangrijke en kostbare bouwwerkzaamheden gerepareerd konden worden. Anders zou de stabiliteit van de toren niet gegarandeerd kunnen worden.
Na voltooiing van de renovatie werd er in de jaren 1958 en 1959 onderzoek gedaan naar de mogelijk om op de toren een radarinstallatie te installeren. Hij moest dan deel gaan uitmaken van een lange radarketen. Het bleek echter dat de staalmantel gaten vertoonde. Bovendien vonden ze zout water in het beton. Daarom werd de toren, omdat die niet stabiel genoeg is, niet geschikt bevonden een radarsysteem, vooral ook omdat er voor de zeebakentechniek te weinig ruimte was. Op deze gronden werd in 1961 ongeveer drie kilometer noordelijk van de Roten Sand, de Alte Weser gebouwd als vervanger van de vuurtoren Roter Sand. Deze werd op 1 september 1964 in gebruik genomen, waardoor de Roter Sand bijna overbodig werd. Op dezelfde dag vertrok de laatste bemanning van de vuurtoren. De Roter Sand diende nu alleen nog als visueel baken overdag en 's nachts met een kleine propaanbrander als tegenlicht aan de vuurtoren Hohe Weg en twee kenmerklichten richting de Alte Weser.

### Overgangsfase 1964-1987
Tot 1974 werd de toren door het Water en Scheepvaart Autoriteit Bremerhaven gefinancierd. In 1975 werden de oude misthoorn en het uurwerk van de toren afgebroken en als onderdeel van de tentoonstelling in het Duitse scheepvaartmuseum naar Bremerhaven vervoerd. In de jaren die volgden was er onenigheid wat er met de toren moest gebeuren. Sommigen pleitten voor volledige sloop, anderen voor het plaatsen op land. Onder de bevolking was er veel protest tegen deze plannen. Toen besloten alle fracties van de Bremense volksvergadering op 16 november 1978 tot het behoud van de vuurtoren, de welke een jaar later tot "cultuurhistorisch rijksmonument van grote betekenis" werd bestempeld. Op 22 september 1982 richtte de magistraat van Bremerhaven een fonds op voor de redding en het behoud van de vuurtoren en een paar weken later plaatste de Nedersaksische Landesamt voor monumentenzorg de Roter Sand onder monumentale bescherming.
Het bevoegde federale ministerie van Verkeer als eigenaar van de toren pleitte ervoor deze volledig op te geven, omdat deze nu geen betekenis meer had. Op 13 januari 1983 werd de vereniging "Red de vuurtoren Roter Sand eV" opgericht met als doel de toren op zijn plaats te behouden. Deze vereniging, die zich door giften financierde en openbare discussieronden over het thema organiseerde, bereikte nog in het oprichtingsjaar zelf een groot succes. Aangezien de minister voor Verkeer, Bouw en Stadontwikkeling, Werner Dollinger, zijn toen ingenomen positie opgaf de vuurtoren als onderdeel van een nieuwe lijn te verplaatsen naar Nordenham, en in plaats daarvan besloot de locatie van het bouwwerk niet veranderen.
Het probleem was wel dat een algehele renovatie van het beschadigde torenfundament, die nodig was om op zijn standplaats te kunnen verblijven, rond 8.000.000 Duitse Mark (rond 4.090.000 euro) gekost had. Een dergelijk bedrag kon en wilde niemand opbrengen, zodat een goedkoper alternatief als variant gevonden moest worden. De ingenieur Rolf Seedorf van de Water en Scheepvaart Autoriteit Bremerhaven kwam met het idee een stalen mantel (manchet) om de toren te plaatsen die het verwoeste caisson tot een diepte van 10 meter diep omgeven zou. Vervolgens zou de tussenruimte tussen de huls en het caisson met beton worden opgevuld. Men schatte de kosten voor deze oplossen op 1.120.000 Duitse mark (ongeveer 573.000 euro). Met het jaar 1986/1987 werd de begroting goedgekeurd door Bondsdag om 700.000 Duitse mark (358.000 euro) te betalen. De deelstaat Nedersaksen betaalde ongeveer 300.000 Duitse Mark (153.000 euro) aan het herstel en de Stichting met bijna 120.000 Duitse mark (61.000 euro). Daarbij verklaarde de Bond zich bereid nog eens 500.000 Duitse Mark (255.000 euro) voor het onderhoud van de toren na de voltooiing van de werken ter beschikking te stellen.
In het voorjaar van 1987 begon men op grote schaal te onderzoeken stabiliteit hoe het gesteld was met de stabiliteit.
Voor het begin van deze renovatie werd het laatste licht op 12 november 1986 gedoofd. De vuurtoren Roter Sand was in totaal 101 jaar en 11 dagen in bedrijf.

### Restauratie 1987-1990
Op 24 april 1987 werden de studie afgerond, zoals een proefbaggering, en begin juni werden in de Kaiserhafen in Bremerhaven, waar ook de twee caissons gebouwd waren, 18 staalplaten tot één manchet samengevoegd. Dit werk werd op 28 juli afgerond en de 110 ton zware en 15 x 11 x 10 meter grote manchet werd door de drijvende bok ENAK voorlopig aangevoerd.

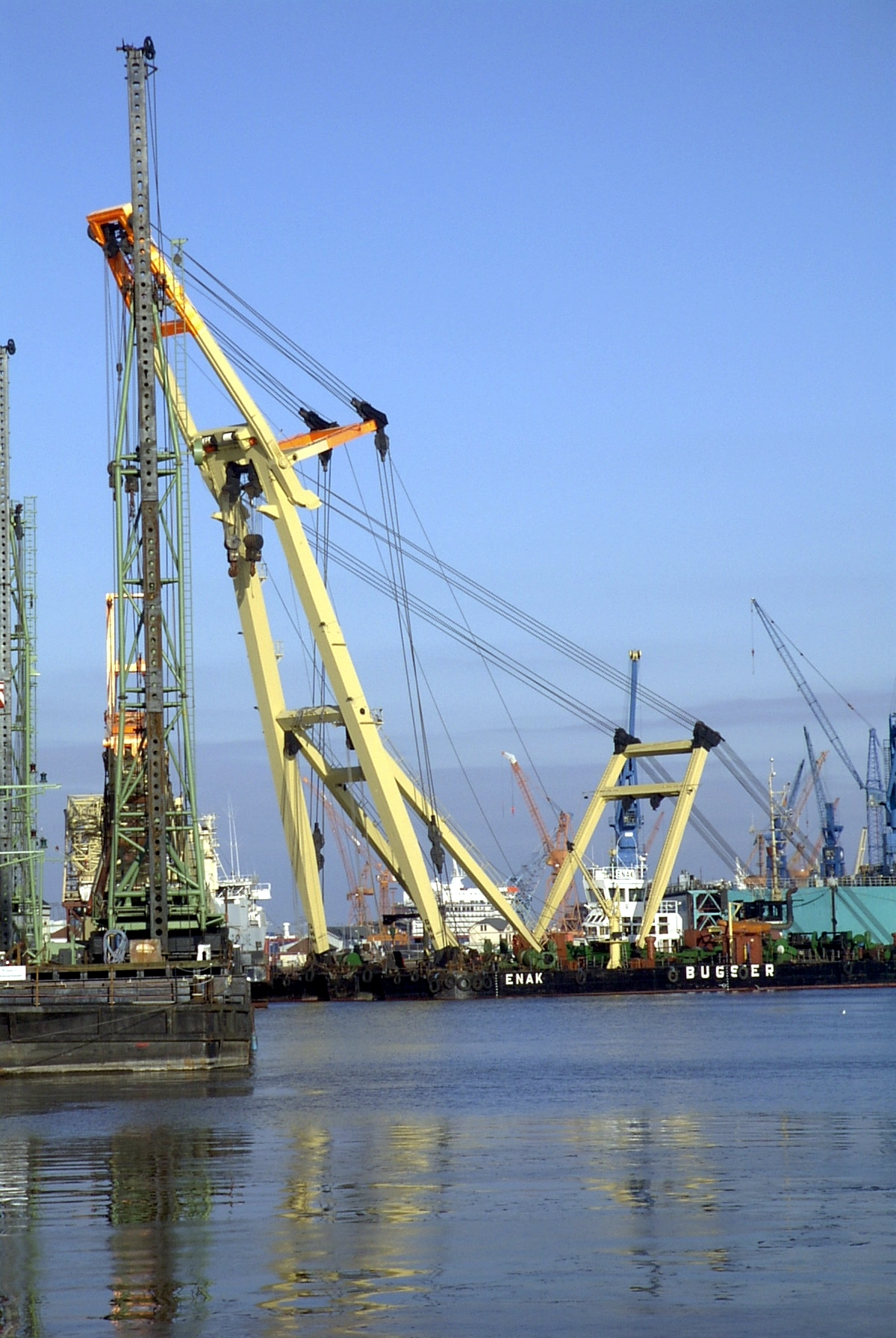
Drijvende bok ENAK in Bremerhaven.

Onderwijl was reeds 14 dagen daarvoor op 14 juli een zelfvarend ponton van de firma Ludwig Voss uit Cuxhaven uitgelopen om dezelfde dag aan de voorbereidende werkzaamheden te beginnen op de vuurtoren. Daarbij werd een 1,5 meter brede en twee meter diepe geul om het fundament heen gegraven en werd de sokkel van de toren door duikers met behulp van hogedrukapparatuur gereinigd van algen, roest en mosselen. Na voltooiing van deze werkzaamheden na zes dagen, keerde het ponton terug.
Het weer onderbrak de werkzaamheden voor bijna twee maanden. Op 23 september 1987 verliet ENAK Bremerhaven en zou een dag later de manchet om de toren plaatsen, hetgeen echter door sterke wind verhinderd werd. Een tweede poging werd voor 30 september gepland. De kraan verliet de haven om 8 uur en bereikte drie uur later de vuurtoren. Tegen 13:30 werd bij laagwater begonnen met het omhoog tillen van de stalen mantel (manchet). Daarbij bewoog de kraan zich langzaam richting de toren. Aansluitend begon men de manchet over de toren te laten, waarbij de stuurman van de ENAK op de torenspits stond en over de radio commando's doorgaf. Het eroverheen plaatsen ging zonder problemen en zonder een enkele aanraking, hoewel tussen de mantel en de toren slechts 50 centimeter aan ruimte was. Slechts 50 minuten later na het begin van de werkzaamheden had de mantel het caisson volledig omringd.
Aansluitend werd de 30 centimeter brede tussenruimte met staalslakken en 40 kubieke meter beton opgevuld.
De restauratie was op 8 november 1987 officieel afgerond en een dag later droeg de Water en Scheepvaart Autoriteit Bremerhaven de vuurtoren Roter Sand over aan de Deutsche Stiftung Denkmalschutz (Duitse Stichting voor Monumentenzorg). In feite was echter alleen de eerste fase van herontwikkeling beëindigd. De buitenkant werd nog geschilderd en daarna begon de firma Ludwig Voss uit Cuxhaven op 13 juni 1989 alle staaldelen te ontroesten, en de mantel twee keer en de klinknagels drie keer in de grondverf te zetten. Deze werkzaamheden konden worden afgerond binnen vijf dagen.
Als laatste onderdeel van de restauratie werden tot en met 22 juni 1990 nog drie laklagen aangebracht. Daarna was de renovatie voltooid.

### Bemanning
Van 3 november 1884 tot 1 september 1964 bevonden zich continu een vuurtorenwachter en een assistent op de toren. Ze kwamen iedere acht weken per boot samen met de levering van proviand, post en kranten, maar ze konden ook per telegraaf contact opnemen met het vasteland. De bemanning had twee reservoirs in de fundering van de vuurtoren, en hadden ook een zoetwater-condenseerapparaat ter beschikking. Voor noodgevallen hing er aan een boom op het balkon een reddingsboot. Bij mist hadden de twee mannen de opgave om met een interval van 40 seconden de misthoorn drie maal te laten klinken.
Op 9 januari 1964 werd de bemanning van Roter Sand de gouden medaille voor verdienstelijke vuurtorenwachter (Goldmedaille für verdienstvolle Leuchtturmwärter) uitgereikt.

## Huidige situatie

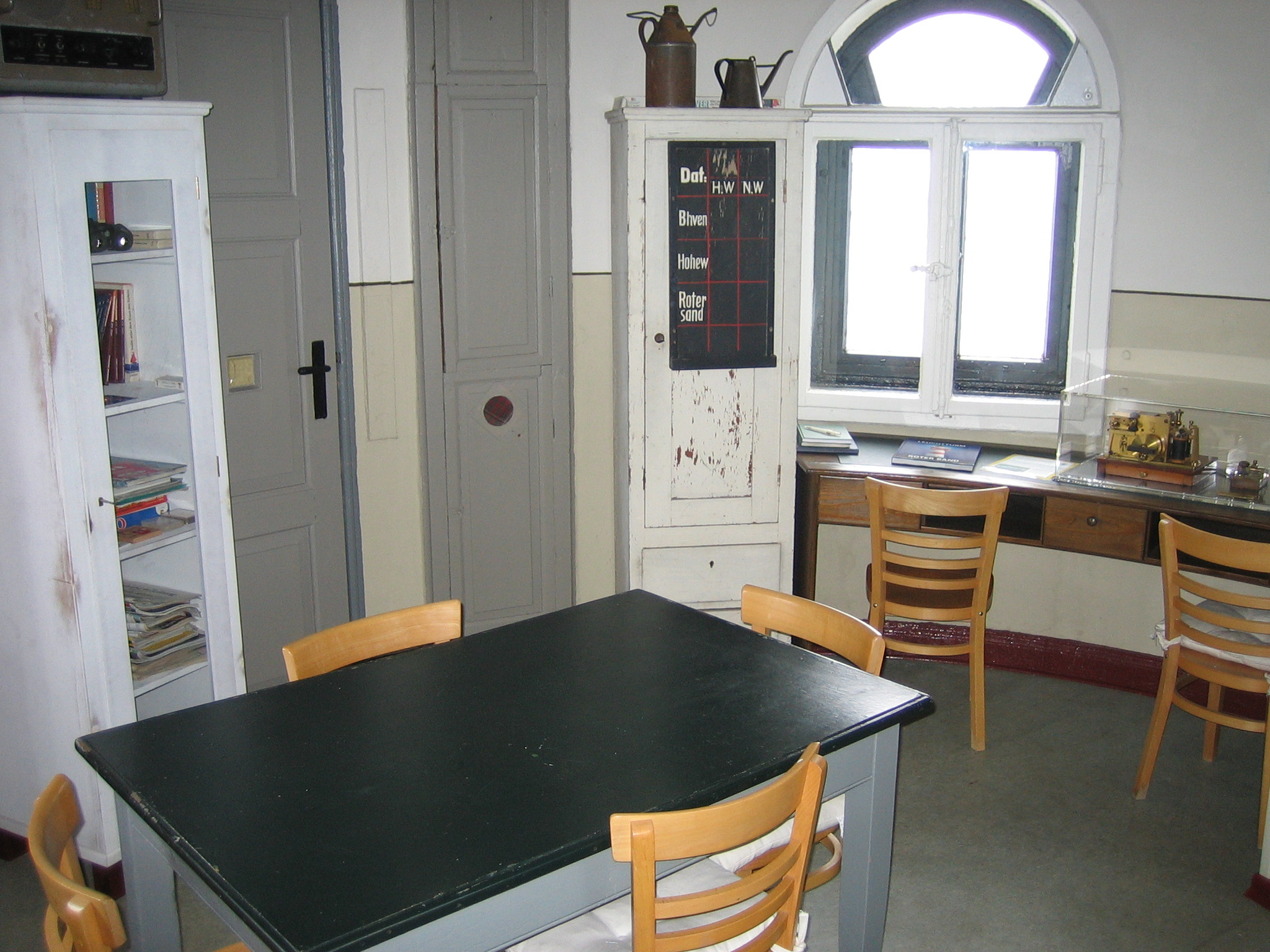
De woon- en dienstruimte.

In 1995 kreeg de vuurtoren twee aanleg-meerpalen voor schepen. Tot het jaar 1999 werd er een poging gedaan om het interieur zo natuurgetrouw als mogelijk te reconstrueren op basis van oude foto's. In 2001 werd het interieur vernieuwd.

### Bescherming en zorg
Heden ten dage moet het schilderwerk van de toren iedere vijf jaar compleet vernieuwd worden, met inbegrip van de buitenkant die met zoet water van zoutkristallen bevrijd moet worden. Hiervoor is nog steeds een roestbeschermingslak gereserveerd. De werkzaamheden kosten rond de 65.000 euro. Tussen de belangrijkste onderhoudswerken in moeten natuurlijk van tijd tot tijd kleinere reparaties plaatsvinden.
Het onderhoud van de toren wordt tegenwoordig gezamenlijk gefinancierd door de Nedersaksische Landesamt voor Monumentenzorg, de Water en Scheepvaart Autoriteit Bremerhaven, de Duitse Stichting voor Monumentenzorg en de vereniging "Red de vuurtoren Roter Sand eV."

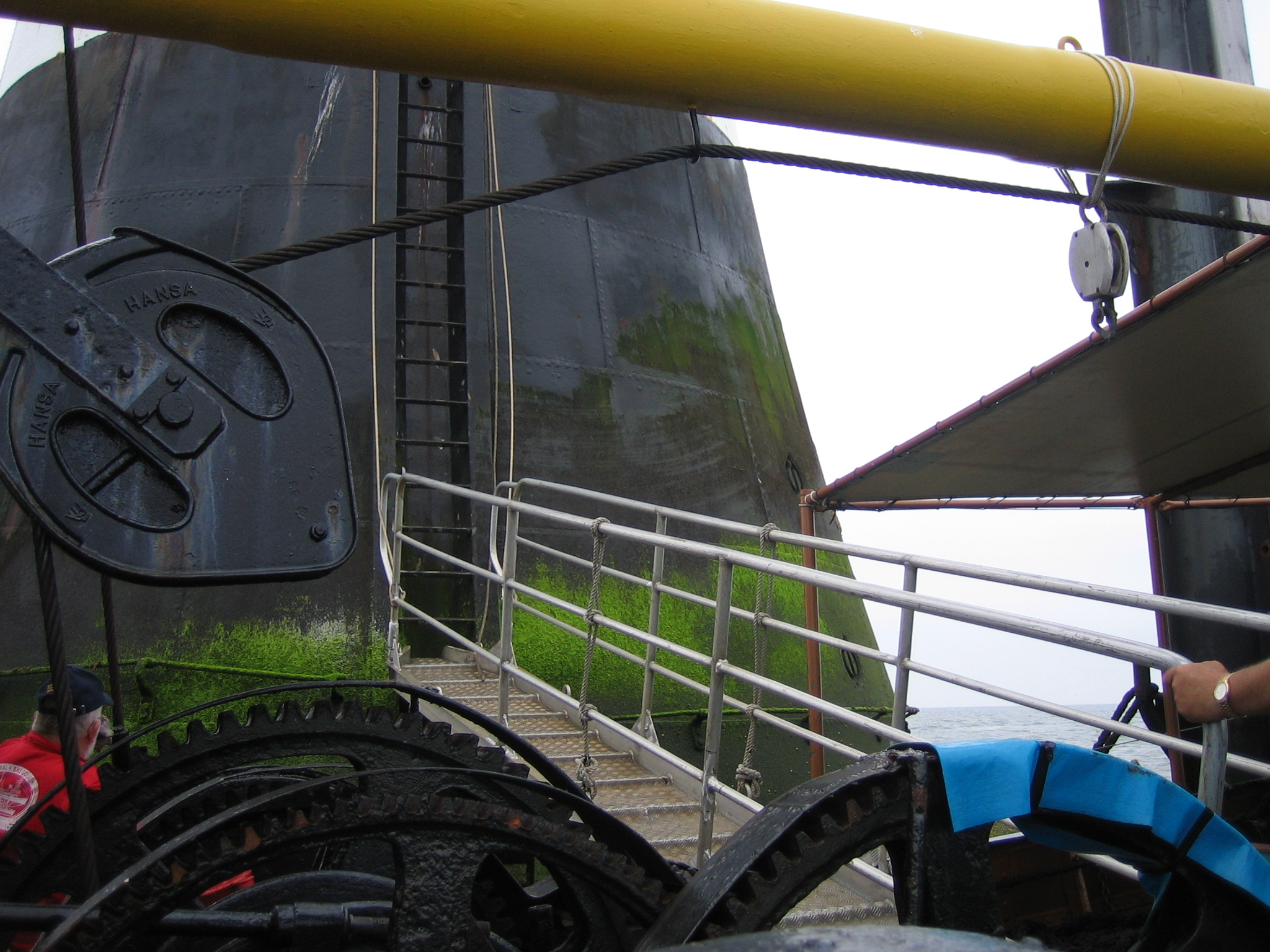
De loopbrug van de boot Goliath naar de vuurtoren.

### Toerisme
Sinds 1990 is er de mogelijkheid om de vuurtoren te bezoeken. De reis vindt plaats vanaf de Seebäderkaje in Bremerhaven met het tot museum omgebouwde schip "Goliath" van de Scheepvaartscompagnie Bremerhaven eV, waarmee zes bemanningsleden en 42 passagiers mee kunnen varen. Tijdens de overtocht staan alle faciliteiten van het schip open voor de gasten. Om bij de toren te komen loopt men over een loopplank en een ladder. Het verblijf duurt ongeveer een uur.
Bovendien is het sinds 2 juli 1999 in de zomermaanden mogelijk om op de vuurtoren Roter Sand een nacht te verblijven. Daarvoor zijn er slechts zes slaapplaatsen beschikbaar. Wanneer de toren voor een nacht een nieuwe "bemanning" heeft, wordt er aan de vlaggenmast de Duitse vlag gehesen. Bij meer dan windkracht 4 is het aanleggen bij de toren niet mogelijk. In het geval dat de gasten langer op de toren moeten verblijven is er noodproviand aanwezig.

## Aanwendingen
De vuurtoren Roter Sand heeft met zijn rood-witte kleurstelling model gestaan voor het kleurenschema op latere vuurtorens. De toren is zeer populair en geldt voor een groot deel van de bevolking als een klassieke vuurtoren. Vanwege zijn roem werd hij opgenomen in de postzegelserie "Leuchttürme" van de Deutsche Post AG. Hij siert een 55-cent-postzegel die in 2004 werd uitgegeven.
Onmiddellijk na de in werking stelling van de vuurtoren schreef Gerhard von Thienst het volgende gedicht over het bouwwerk:

Wo sich der Weser Wellen

vermählen der offenen See,

da ragt für fahrende Gesellen

ein trautes Mal in die Höh’.

Es ist gar trefflich gegründet

in Meerestiefen sein Stand.

Dem Maat sicher Fahren kündet

der Leuchtturm auf Roter Sand.